# Svante Granlund
Johan Svante Granlund, född 1 februari 1921 i Solna, död 28 november 2010, var en svensk ishockeyspelare, bandyspelare, fotbollsspelare och ishockeytränare, bland annat för Sveriges ungdomslandslag och juniorlandslag i ishockey.
Granlund vann SM-guld i ishockey med Hammarby Hockey 1943. Han deltog med Tre Kronor i OS 1948 i Sankt Moritz där laget blev trea i EM, fyra i OS och femma i VM. Totalt spelade han åtta landskamper med landslaget. Granlund spelade i allsvenskan i fotboll och Allsvenskan i bandy för Hammarby IF och AIK under 1940- och 1950-talet. I det privata var han elektriker på Försvarets forskningsanstalt.
Efter den aktiva karriären fortsatte Granlund som tränare för AIK fotboll och senare i AIK hockey. Han blev i början av 1960-talet ansvarig för svenska ungdomslandslaget och juniorlandslaget. Han fortsatte som ungdomsledare i AIK långt in i 1990-talet.
Svante Granlund är gravsatt på Sundbybergs begravningsplats.

## Meriter
- EM-brons i ishockey 1948
- OS-fyra i ishockey 1948
- VM-femma i ishockey 1948
- SM-guld i ishockey 1943

## Klubbar

### Fotboll
- Westermalms IF (cirka 1934-1936)
- Eriksdals IF (cirka 1936-1937)
- Hammarby IF (cirka 1937-1939)
- AIK (1939-1942)
- Hammarby IF (cirka 1942-1946)
- Sundbybergs IK (cirka 1946-1947)
- AIK (1947-1951)
- Sundbybergs IK (1951-1955)

### Ishockey
- Westermalms IF (cirka 1934-1936)
- Eriksdals IF (cirka 1936-1937)
- Hammarby IF (cirka 1937-1941)
- AIK (1941-1942)
- Hammarby IF (1943-1944)
- IK Göta (1944-1945)
- AIK (1947-1952)

### Tränare
- AIK:s fotboll (B-laget, hjälptränare A-laget, ungdomslag, 1954-1961).
- AIK:s ishockey (A-laget, 1959-1964, ungdomslag från 1950-talet till början av 1990-talet).
- Sveriges ungdomslandslag i ishockey, B-landslaget (början av 1960-talet).
- Sundbybergs IK (ishockey).